# Typologia architektury mieszkaniowej
We współczesnej typologii architektury mieszkaniowej określa się następujące typy, w zależności od przestrzennego usytuowania mieszkań:

## Budownictwo jednorodzinne
- USTAWA z dnia 7 lipca 1994 r. Prawo budowlane Art. 3. 2a wskazuje 4 typy zabudowy jednorodzinnej
- 1. Zabudowa jednorodzinna wolnostojąca – typ zabudowy, w którym bryła budynku jest wyodrębniona, nie styka się z innymi budynkami. Bryła takiego budynku jest usytuowana niezależnie od pozostałej zabudowy, stanowiąc soliter
- 2. Zabudowa jednorodzinna bliźniacza – typ zabudowy, w którym dwa budynki przylegają do siebie (zwykle) jedną ścianą, a pozostałe ściany zewnętrzne tworzą elewacje usytuowane swobodnie. Połowy (niekoniecznie równe) wspólnej bryły nie muszą być też lustrzanym odbiciem, a także wbrew antropomorficznej nazwie budynki nie muszą mieć podobieństw.
- 3. Zabudowa jednorodzinna szeregowa – typ zabudowy, w którym co najmniej trzy budynki przylegają do siebie, tworząc linię. Dwie ściany zewnętrzne sekcji wewnętrznej przylegają do sąsiednich budynków, (zwykle) dwie ściany stanowią przednią (wejściową) i tylną elewację. Budynki tak ułożone mogą dzielić teren na dwie części.
- 4. Zabudowa jednorodzinna grupowa – typ zabudowy, w której budynki stykają się sobą, nie tworząc jednej linii. Przykładem zabudowy grupowej jest zabudowa folwarczna, w której np. cztery domostwa stykały się ze sobą ścianą lub ścianami. Obecnie, zabudowa grupowa to zwykle wynik organicznej dobudowy kolejnych budynków, ich wtórnych podziałów, rozbudów i przebudów. Kluczowy do takiej klasyfikacji jest nielinowy, wzajemny styk kilku budynków.
- Pomiędzy budynkami występować może niewielki dziedziniec doświetlony przez atrium; w umiarkowanej strefie klimatycznej budynki atrialne przylegają do sąsiednich dwiema lub trzema ścianami zewnętrznymi; w skrajnym przypadku budynek w takiej zabudowie nie posiada w ogóle elewacji zewnętrznych tak utworzonej wspólnej bryły.

### Przykłady w budownictwie jednorodzinnym

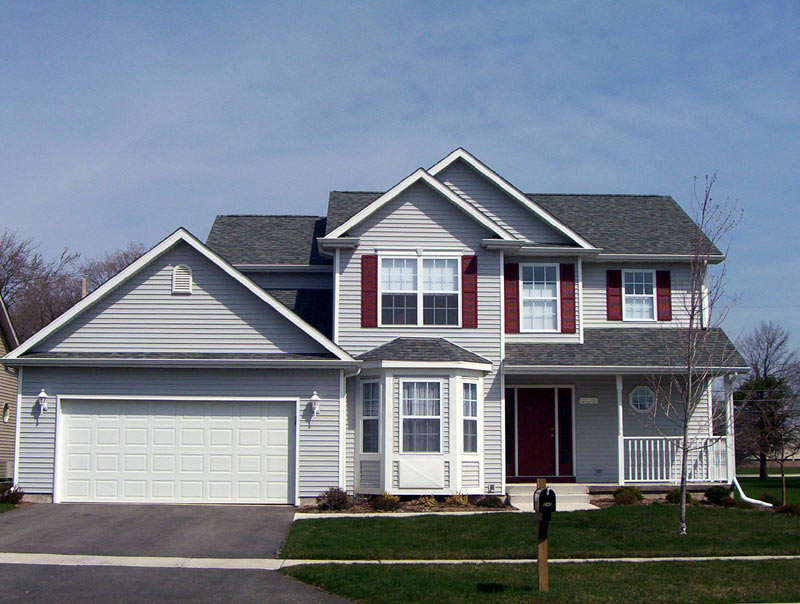
Dom wolnostojący: USA
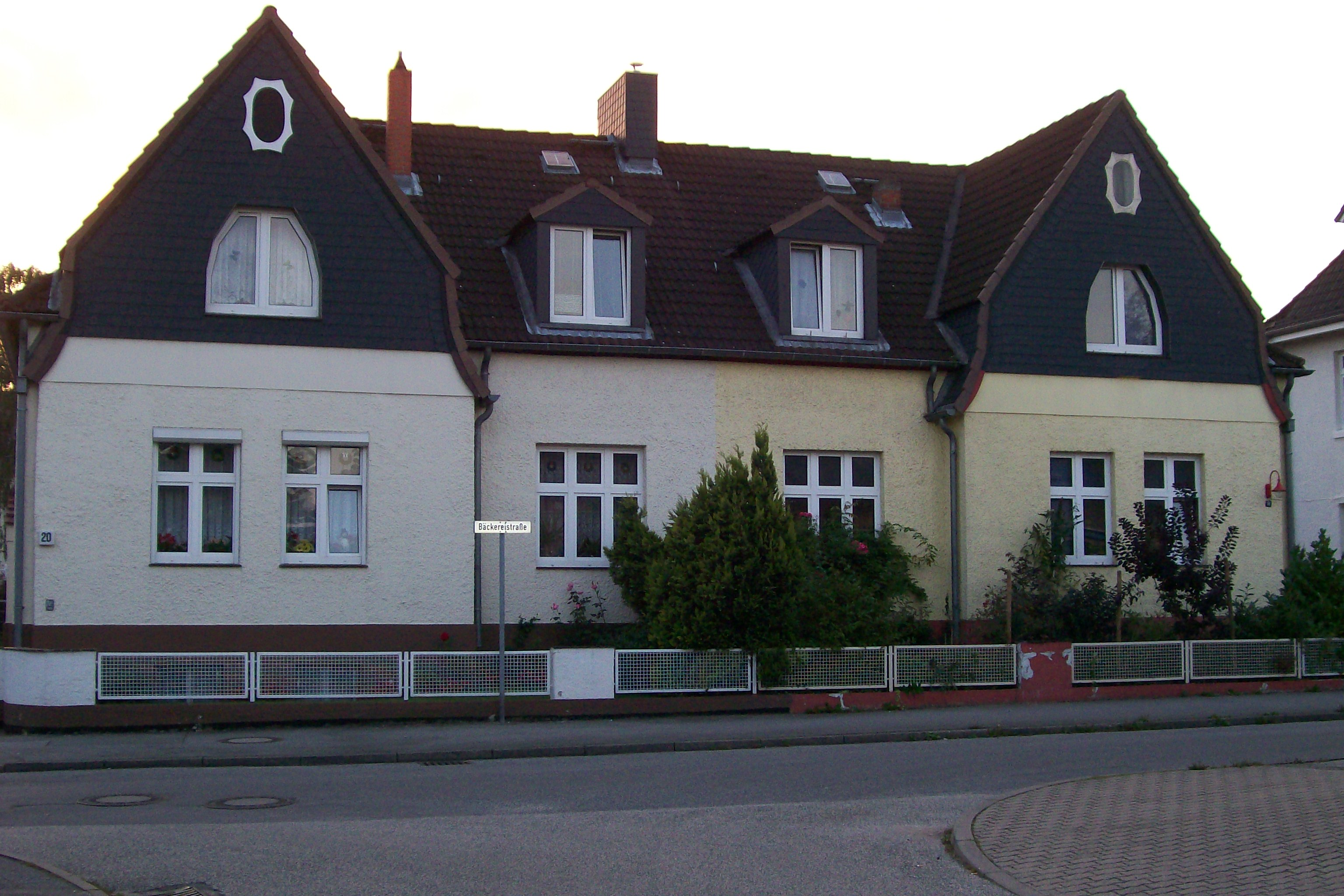
Dom bliźniaczy: Lubeka, Niemcy
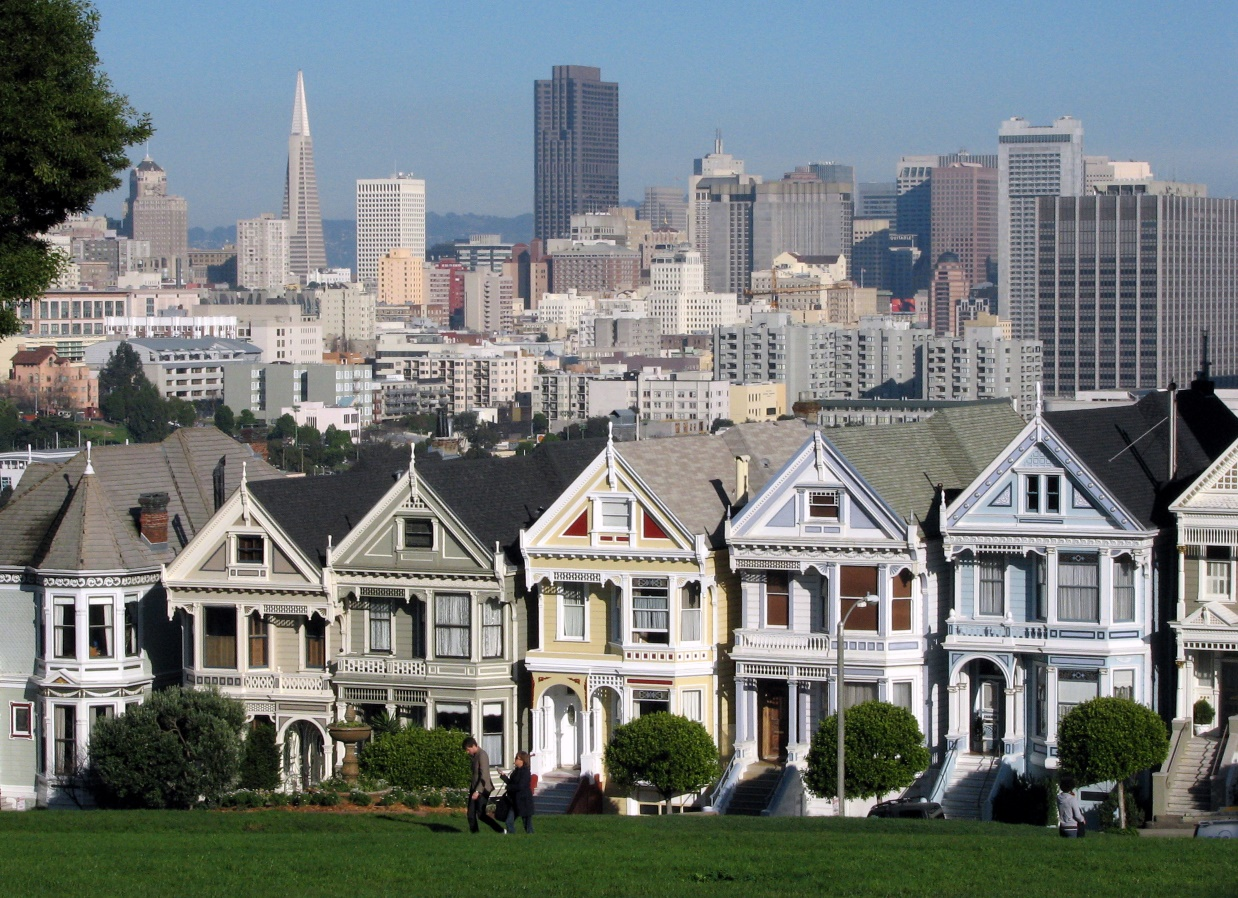
Domy szeregowe: San Francisco, USA

Dom wolno stojący
Dom bliźniaczy
Zabudowa szeregowa
Zabudowa atrialna

## Budownictwo wielorodzinne
W architekturze budynków wielorodzinnych (bloków mieszkalnych):
- Punktowiec – budynek wielokondygnacyjny, w którym mieszkania skupione są wokół centralnego pionu komunikacyjnego, zawierającego co najmniej jedną klatkę schodową. Budynki punktowe bywają wieżowcami, lecz nie jest to wymóg konieczny dla zaliczenia do tego typu. Istotą tego rozwiązania jest zapewnienie oświetlenia mieszkań z co najmniej dwóch stron, co zapewnia również przewietrzanie.
  - Willa miejska – wariant punktowca, w którym na każdej kondygnacji znajduje się tylko jedno mieszkanie, zaś jego wyraz architektoniczny zbliża go do budynku jednorodzinnego
- Zabudowa sekcyjna – budynek, w którym poszczególne dostępne z klatek schodowych jednostki zestawione są w ciąg, na każdej kondygnacji znajdują się dwa mieszkania z oknami wychodzącymi na obie zewnętrzne elewacje oraz ewentualnie dalsze mieszkania, oświetlone tylko z jednej strony. Taką formę posiada większość tzw. bloków mieszkalnych.
- Korytarzowiec – budynek wielorodzinny, w którym mieszkania dostępne są z przebiegającego centralnie korytarza. Mieszkania te doświetlone są zatem jednostronnie lub posiadają układ split levels zapewniający dwustronne doświetlenie (np. w budynku mieszkalnym Le Corbusiera Unité d’habitation w Marsylii).
- Galeriowiec – mieszkania dostępne są z galerii, czyli otwartego ciągu komunikacyjnego, przebiegającego przed elewacją. Wzdłuż galerii sytuuje się zwykle pomieszczenia o podrzędnym charakterze. W krajach śródziemnomorskich, skąd wywodzi się ten typ, galerie sytuuje się od południa, natomiast w krajach położonych dalej na północ – wzdłuż elewacji północnych.
- Tarasowiec – mieszkania wraz z tarasami wielkości samych mieszkań lub niewiele mniejszymi tworzą razem konstrukcję przypominającą piramidę i stworzoną, aby zmaksymalizować nasłonecznienie tarasów oraz aby znaleźć miejsce na roślinność i duże mieszkania. Typ bloku mieszkalnego rozpowszechniony po wojnie w krajach Europy Zachodniej, ale spotykany również, lecz bardzo rzadko, w niektórych krajach komunistycznych takich jak NRD jako skuteczne antidotum na problemy stypizowanego budownictwa wielkopłytowego takie jak negatywna ingerencja monotonnych, betonowych budynków w krajobraz i ciasne mieszkania[1].
- Zabudowa grupowa wielorodzinna – stanowią przynajmniej dwa budynki wielorodzinne o charakterystycznych parametrach znajdujących się w relacji, niezależnie od ilości takich budynków oraz ich usytuowania względem siebie. Może to być przynajmniej jedna z relacji:
  - wynikająca z połączenia technologicznego, np. budynki dostępne są  z tego samego ciągu komunikacyjnego
  - wynikająca z cech formy architektonicznej, np. budynki posiadają wspólne cechy, takie jak: wysokość lub  podobną stylistykę lub podobne rozwiązania architektoniczne lub inne
  - wynikająca z ich czasu realizacji

Poszczególne typy często tworzą formy pośrednie, np. budynki klatkowo–galeriowe.

### Przykłady w budownictwie wielorodzinnym

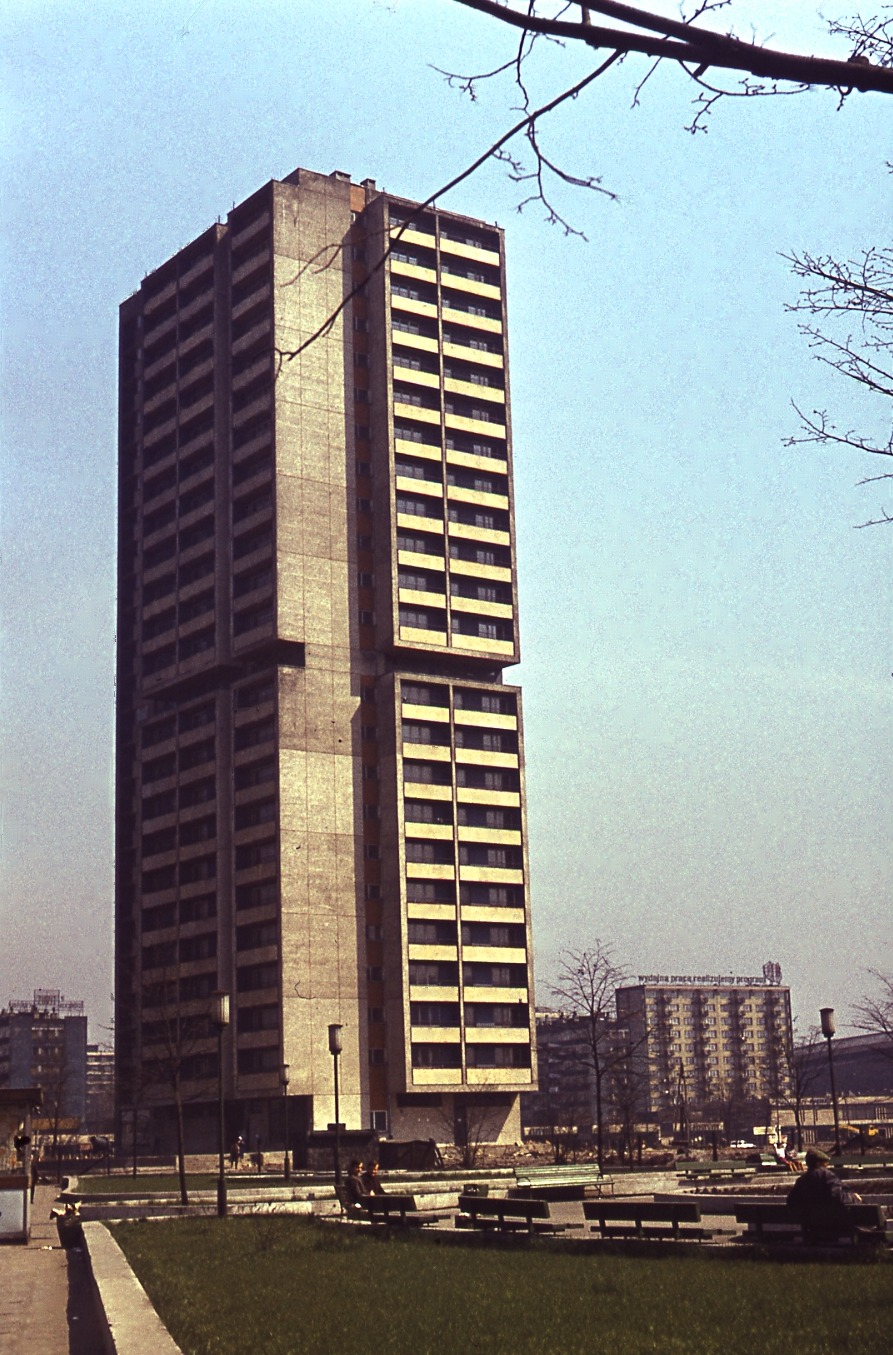
Punktowiec: J. Jarecki, Haperowiec w Katowicach
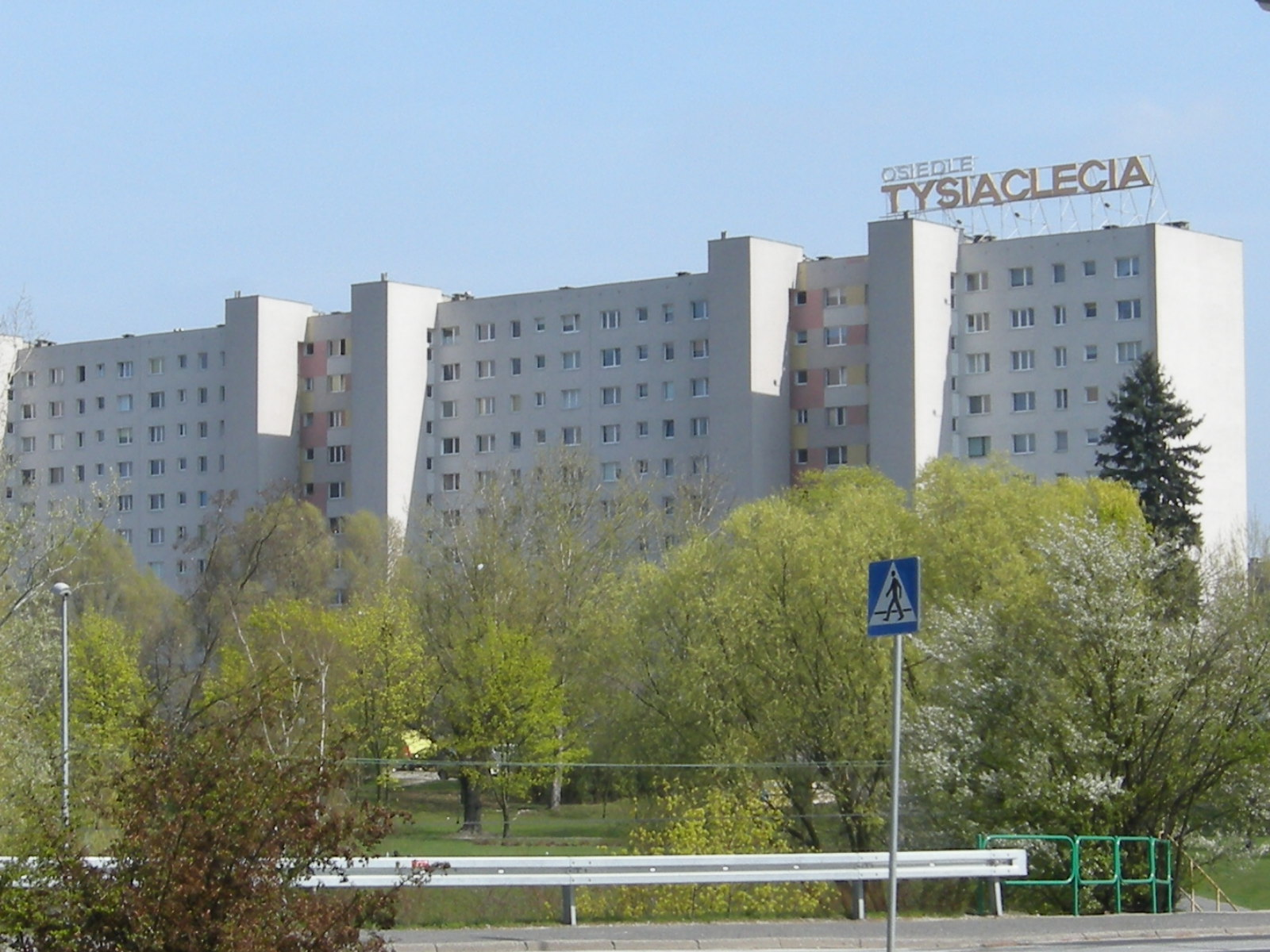
Zabudowa sekcyjna: jeden z bloków na osiedlu Tysiąclecia na Chartowie w Poznaniu
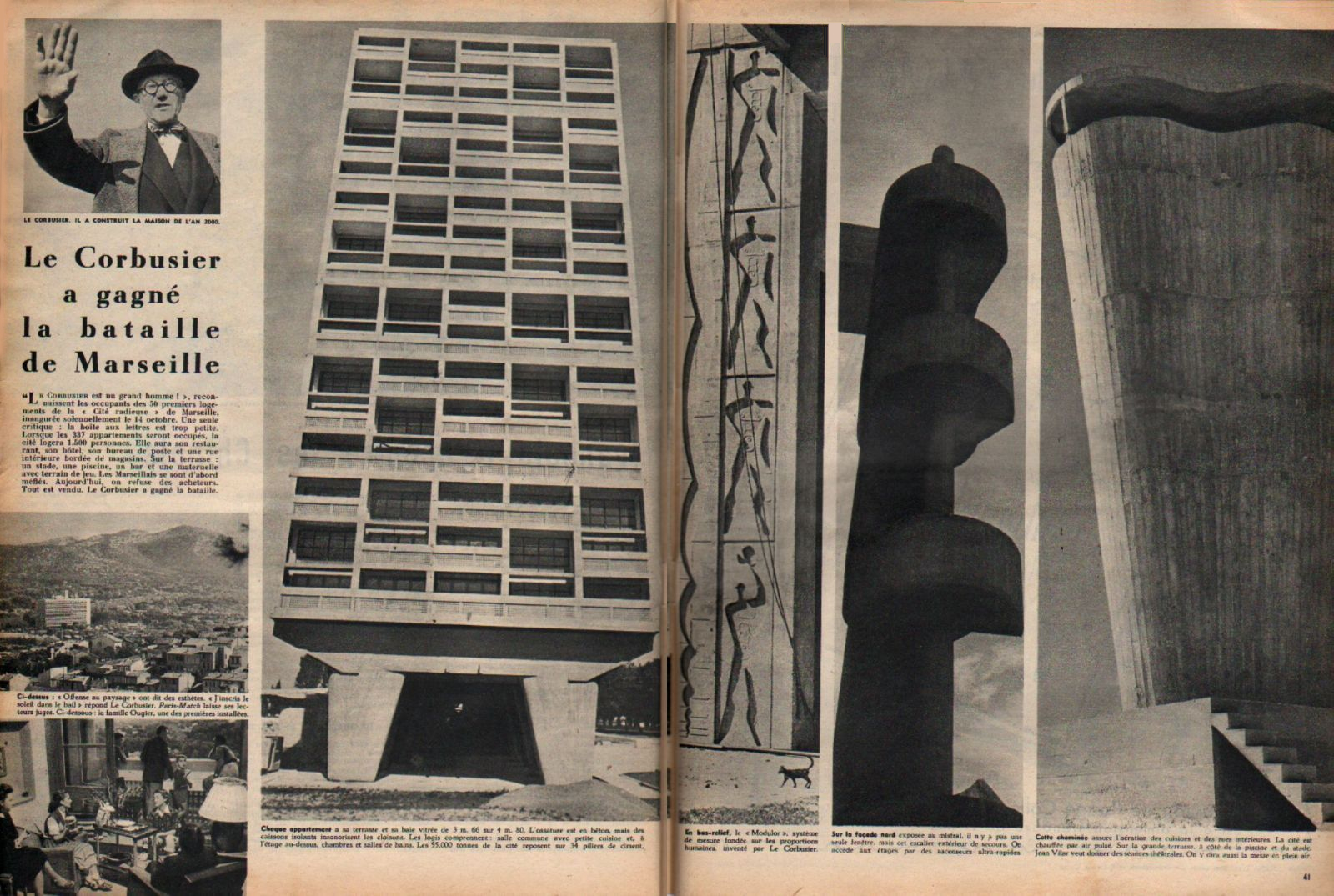
Korytarzowiec: Le Corbusier, Jednostka mieszkalna w Marsylii
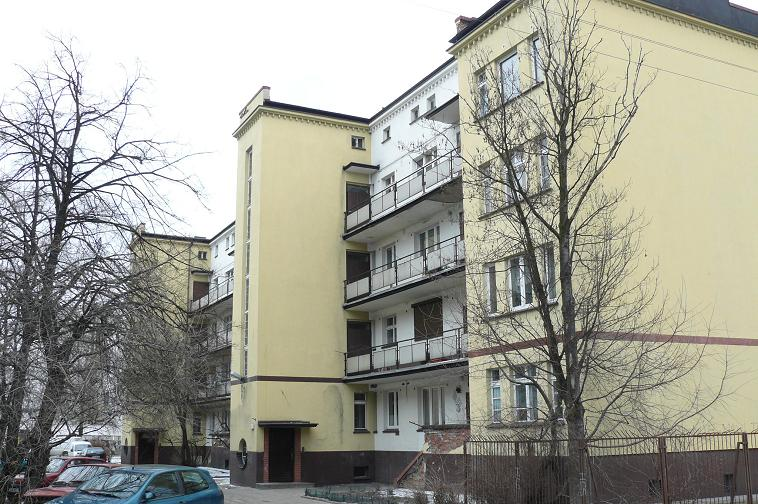
Galerowiec: Jeden z budynków na osiedlu galeriowców na Komandorii w Poznaniu
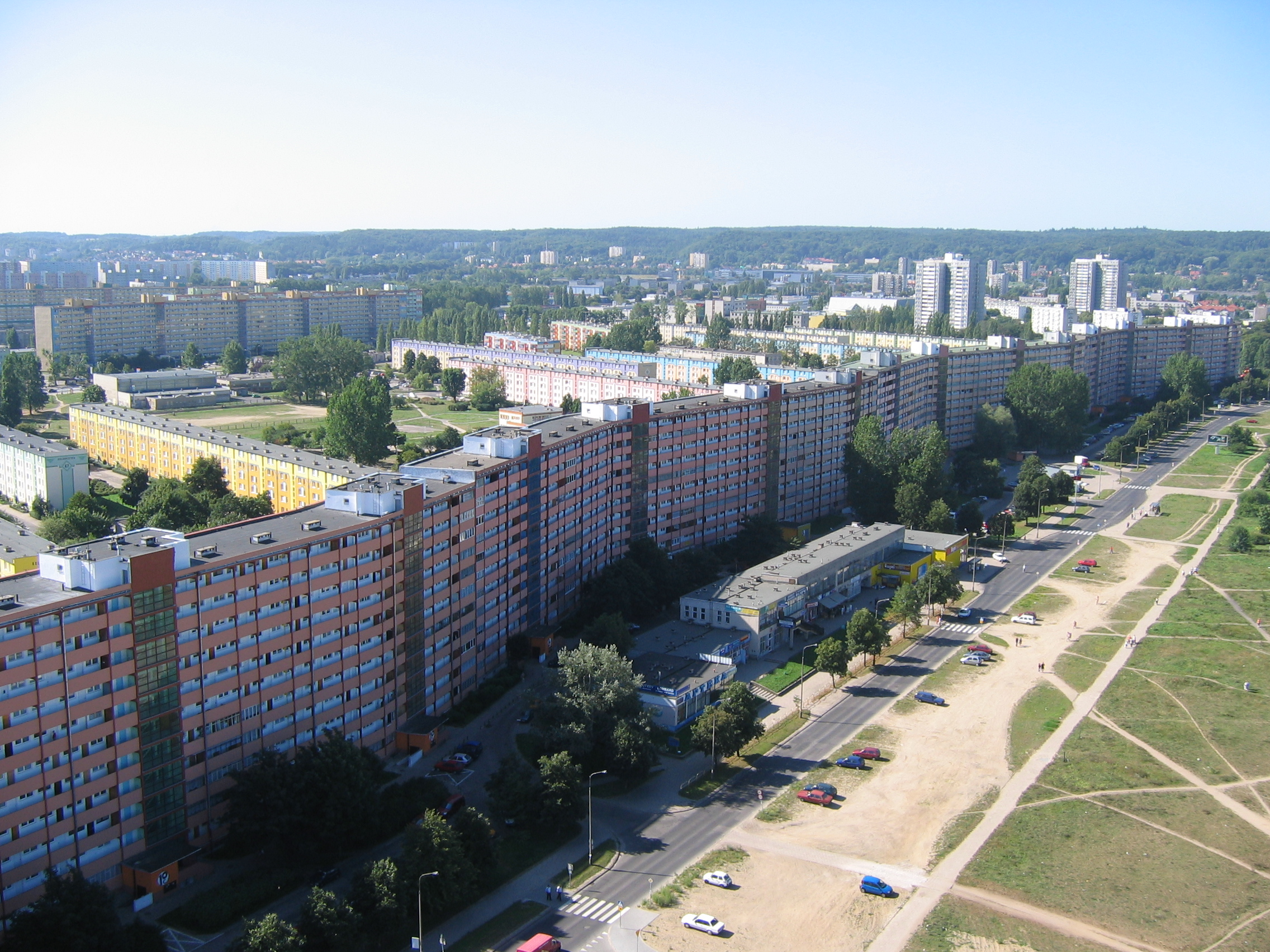
Galeriowiec: najdłuższy Falowiec przy ul. Obrońców Wybrzeża w Gdańsku (w tle inny Falowiec)
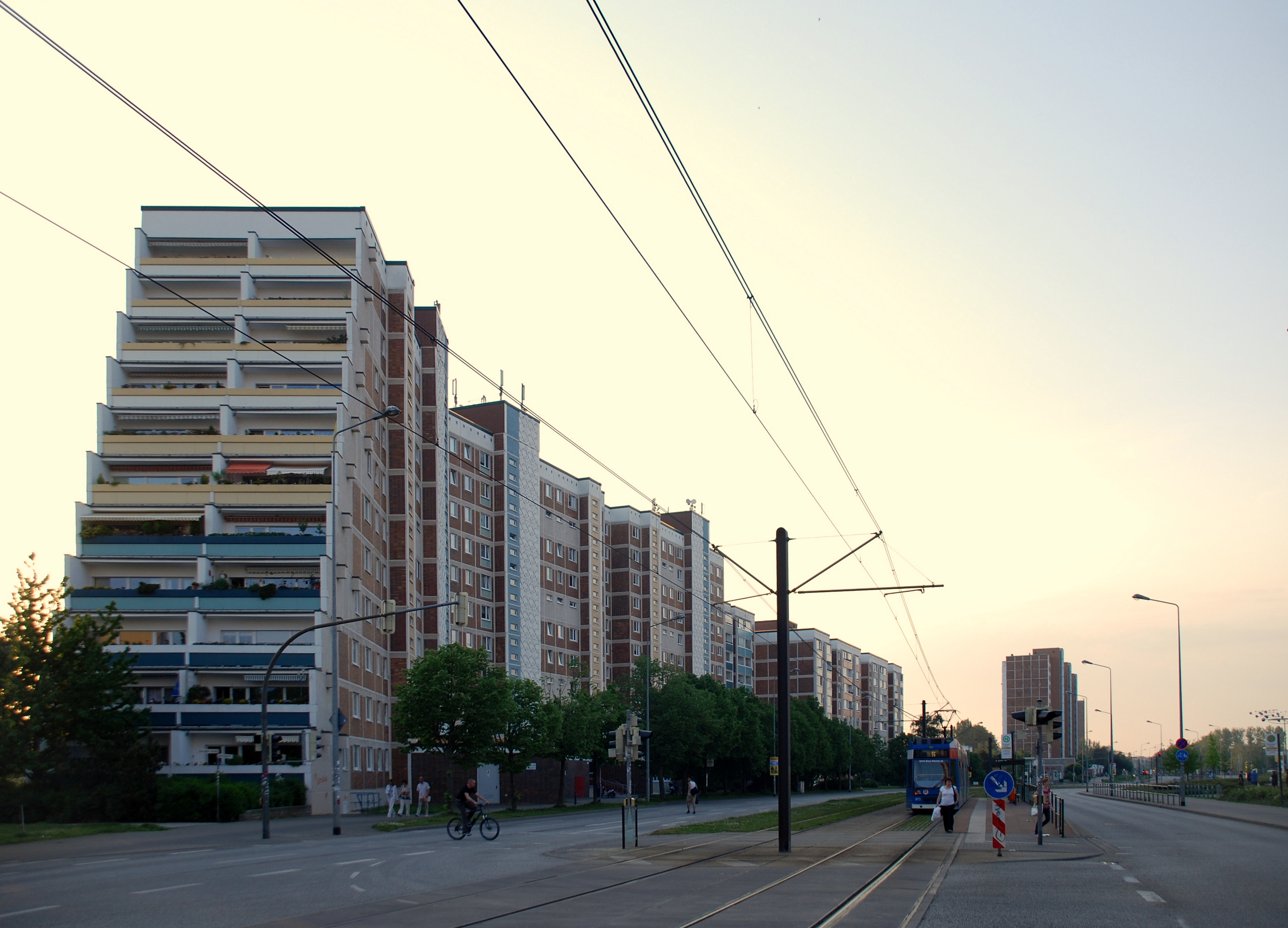
Tarasowiec: Terrassenhochhaus w Rostocku. Możliwość tworzenia ściany zieleni na budynku, a także sadzenia drzew na tarasach.

Punktowiec
Zabudowa sekcyjna
Korytarzowiec
Galeriowiec